# Dwoisty Staw Gąsienicowy

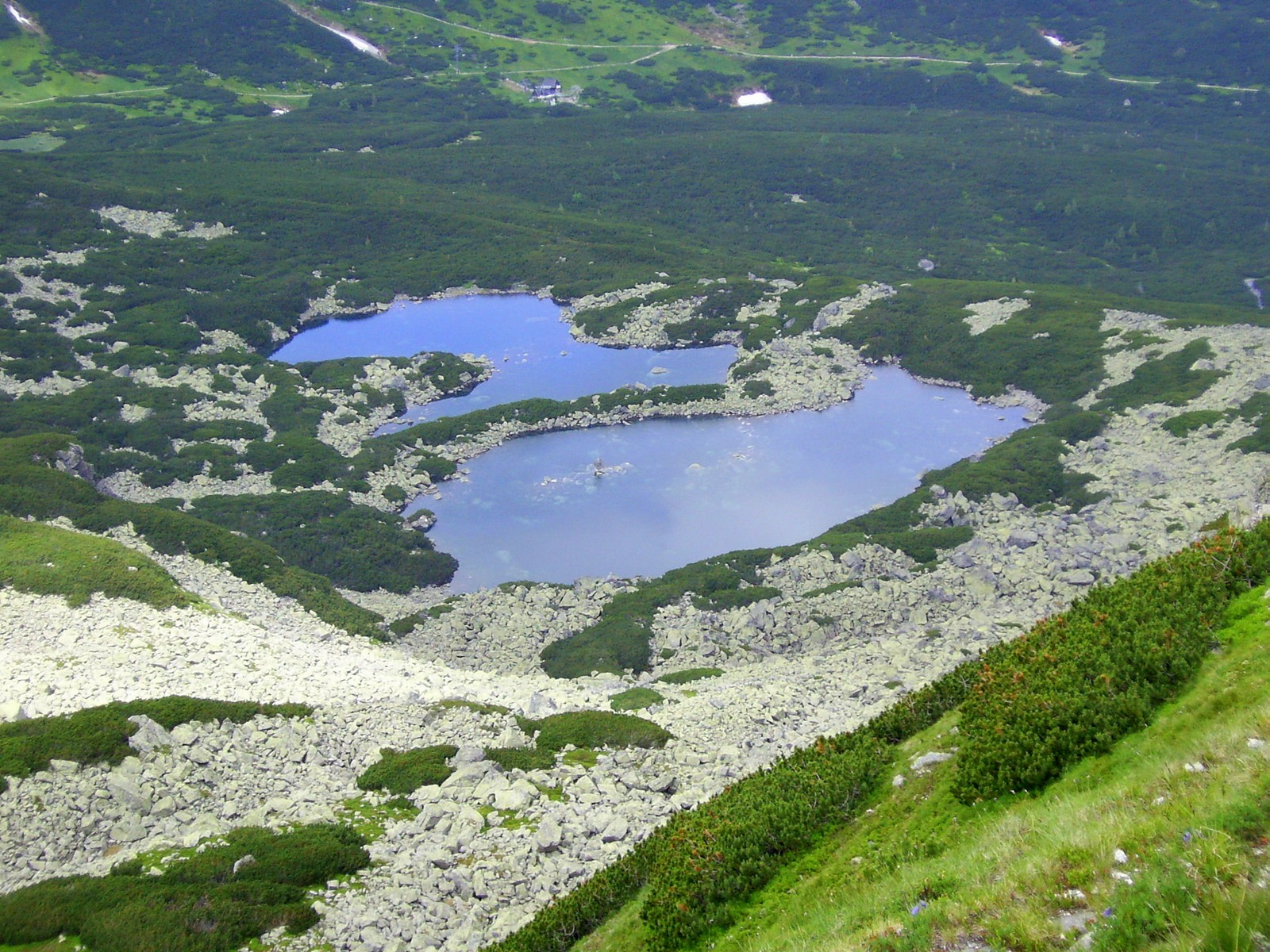
plesa Małeho Kościelce při vysokém stavu vody

Dwoisty Staw Gąsienicowy nebo jen Dwoisty Staw je soubor dvou ledovcových jezer nacházejících se v dolní části Zielone Gąsienicowe doliny ve Vysokých Tatrách v Polsku. Plesa leží v nadmořské výšce 1657 m na horním okraji pásma kosodřeviny.

## Plesa
| jezero                | rozloha (ha) | délka (m) | šířka (m) | m.hl. (m) | objem (m³) | n.v. (m) |
| --------------------- | ------------ | --------- | --------- | --------- | ---------- | -------- |
| Dwoisty Staw Wschodni | 1,4180       | 195       | 115       | 9,2       | 48 100     | 1 657,4  |
| Dwoisty Staw Zachodni | 0,9050       | 140       | 120       | 7,9       | 23 200     | 1 657,4  |